# Ле-Канне (кантон)
Ле-Канне́ (фр. Le Cannet) — кантон во Франции, находится в регионе Прованс — Альпы — Лазурный Берег, департамент Приморские Альпы. Входит в состав округа Грас.
Код INSEE кантона — 0634. Всего в кантон Ле-Канне входит одна коммуна — Ле-Канне.

## Население
Население кантона на 2007 год составляло 29 975 человек.
| 1962 | 1968 | 1975 | 1982 | 1990 | 1999   | 2006 | 2007   | 2008 |
| ---- | ---- | ---- | ---- | ---- | ------ | ---- | ------ | ---- |
| —    | —    | —    | —    | —    | 29 365 | —    | 29 975 | —    |